# Ніколя Уедек
Ніколя Уедек (фр. Nicolas Ouédec, нар. 28 жовтня 1971, Лор'ян) — французький футболіст, що грав на позиції нападника.

## Клубна кар'єра
Вихованець молодіжної команди «Нанта». Дебютував за клуб у віці 17 років під керівництвом Мирослава Блажевича, де провів сім сезонів, взявши участь у 150 матчах чемпіонату. Також у складі цього клубу в 1995 році виграв чемпіонат Франції, а роком раніше став найкращим бомбардиром Ліги 1 і допоміг клубу закінчити сезон на п'ятому місці і кваліфікуватися в Кубок УЄФА.
У дорослому футболі дебютував 1989 року виступами за команду клубу «Нант», в якій провів сім сезонів, взявши участь у 150 матчах чемпіонату. Більшість часу, проведеного у складі «Нанта», був основним гравцем атакувальної ланки команди. У складі «Нанта» був одним з головних бомбардирів команди, маючи середню результативність на рівні 0,43 голу за гру першості. За цей час виборов титул чемпіона Франції.
Згодом з 1996 по 1998 рік грав у складі іспанського «Еспаньйола», після чого повернувся на батьківщину, ставши гравцем «Парі Сен-Жермена», у складі якого відразу виграв Суперкубок Франції. Втім закріпитись у столичній команді Уедек так і не зумів і не забивши жодного голу до кінця року, у січні 1999 року він перебрався у «Монпельє», провівши там наступні два з половиною роки, при цьому останній сезон у другому дивізіоні, куди команда вилетіла у 2000 році.
Сезоні 2001/02 розпочав у бельгійському клубі «Лув'єрваз», але вже у лютому покинув клуб і надалі грав за китайські клуби «Далянь Шиде» та «Шаньдун Лунен», вигравши у складі першого чемпіонат, а у складі другого Кубок Китаю, після чого завершив професійну ігрову кар'єру.

## Виступи за збірну
Виступав за молодіжну збірну Франції, у складі якої став півфіналістом молодіжного чемпіонату Європи 1994 року.
29 травня 1994 року дебютував в офіційних матчах у складі національної збірної Франції в матчі Кубка Кірін проти Японії, допомігши своїй команді виграти 4;1 та здобути кубок. Через травму пропустив Євро-1996 року і його на турнірі замінив Мікаель Мадар. Всього протягом кар'єри у національній команді, яка тривала 4 роки, провів у формі головної команди країни 7 матчів, забивши 1 гол.
| Дата       | Місто      | Господарі  | Результат | Гості   | Турнір             | Голи | Примітки |
| ---------- | ---------- | ---------- | --------- | ------- | ------------------ | ---- | -------- |
| 29-5-1994  | Токіо      | Японія     | 1 – 4     | Франція | Кубок Кірін        | -    | 72'      |
| 8-10-1994  | Сент-Етьєн | Франція    | 0 – 0     | Румунія | Відбір до ЧЄ 1996  | -    | 71'      |
| 16-11-1994 | Забже      | Польща     | 0 – 0     | Франція | Відбір до ЧЄ 1996  | -    | 77'      |
| 18-1-1995  | Лілль      | Нідерланди | 0 – 1     | Франція | товариський матч   | -    | 67'      |
| 29-3-1995  | Рамат-Ган  | Ізраїль    | 0 – 0     | Франція | Відбір до ЧЄ 1996  | -    | 55' 66'  |
| 31-8-1996  | Париж      | Франція    | 2 – 0     | Мексика | товариський матч   | 1    | 64'      |
| 7-6-1997   | Монпельє   | Франція    | 0 – 1     | Англія  | товариський турнір | -    | 63'      |
| Усього     |            | Матчів     | 7         |         | Голів              | 1    |          |

## Титули і досягнення
- Чемпіон Франції (1):

«Нант»: 1994–95
- Володар Суперкубка Франції (1):

«Парі Сен-Жермен»: 1998
- Чемпіон Китаю (1):

«Далянь Шиде»: 2002
- Володар Кубка Китаю (1):

«Шаньдун Лунен»: 2004
- Володар Кубка Суперліги Китаю (1):

«Шаньдун Лунен»: 2004

### Індивідуальні
- Найкращий бомбардир чемпіонату Франції: 1993–94